# Atenció a la dependència al País Valencià
L'atenció a la dependència al País Valencià ha seguit una sèrie de canvis al llarg del temps per l'evolució de la legislació i la seua execució.

## Antecedent
La primera norma valenciana anterior a la Llei estatal de Dependència de 2006 que afectava a l'assistència social de les persones dependents va ser la Llei 5/1997 de 25 de juny per la que es regulava el sistema de serveis socials. Aquesta llei establia unes proteccions per a situacions que podrien aplicar-se a les dels dependents: hi havia serveis d'informació, orientació i assessorament tècnic, servei d'ajuda a domicili, programes de cooperació social i programes de convivència i reinserció social.

## Després de la Llei de Dependència
La norma autonòmica que regula el procediment de reconeixement de la dependència va ser el Decret 717/2007, de 28 de setembre.
Amb l'Ordre de 5 de desembre de 2007 de la Conselleria de Benestar Social s'establiren obligacions per als Centres i Serveis privats no concertats respecte l'atenció de les persones en situació de dependència funcional la intensitat de la protecció dels serveis, el règim de compatibilitats de prestacions i la gestió de les prestacions.
L'1 d'agost de 2009, hi havia 46.689 sol·licituds d'ajuda per a la dependència cursades, el 4,51% de les sol·licituds de prestació econòmica a Espanya.
El 2009, les estadístiques facilitades pel Síndic de Greuges del País Valencià donaven la raó al moviment de protesta que hi havia al territori valencià que denunciava que s'incomplia el compliment de la Llei de Dependència. La Conselleria de Benestar Social, dirigida per Juan Cotino, era massa lenta en la resolució de les sol·licituds de prestació, amb casos de morts de persones dependents que no arribaren a rebre'n.
Entre el 7 d'octubre de 2007 i el 31 de desembre de 2012, el Síndic de Greuges va gestionar 7.859 queixes relatives a les irregularitats per part de la Conselleria de Benestar Social. Entre el 2008 i el 2015, les queixes presentades al Síndic de Greuges va anar disminuint. Del 2016 al 2017, les queixes al Síndic augmentaren.
El 2012, el percentatge de persones amb dret reconegut que no eren ateses superaven la mitja estatal, amb un 33,4%.
Un estudi sobre el cas valencià publicat el 2013 va concloure que les administracions públiques valencianes (entre altres l'Agència Valenciana de Prestacions Socials, una empresa pública) no rendien comptes, sent símpota d'una falta de cultura de legalitat (és a dir, del compliment de la llei).
El 2014, la política Mónica Oltra digué a les Corts Valencianes que molts expedients de dependència foren revisats per a rebaixar el grau de dependència considerat per a pagar menys.
El 2016 la Conselleria d'Igualtat i Polítiques Inclusives va revisar més d'onze mil expedients de dependència per a elevar al màxim establert les quantitats que cobraven.
Durant tres anys (2016-2018), la taxa de dependents atesos al País Valencià va créixer un 70%. Es va rebaixar la taxa de desatesos a un nivell inferior a la mitjana estatal.
A la fi de 2018, la Consellera d'Igualtat i Polítiques Inclusives, Mónica Oltra, es va comprometre a tornar als dependents els copagaments que signà l'anterior govern en l'Ordre 21/2012. Aquesta ordre fou derogada amb la Llei d'Acompanyament de 2016.